# Цегляр

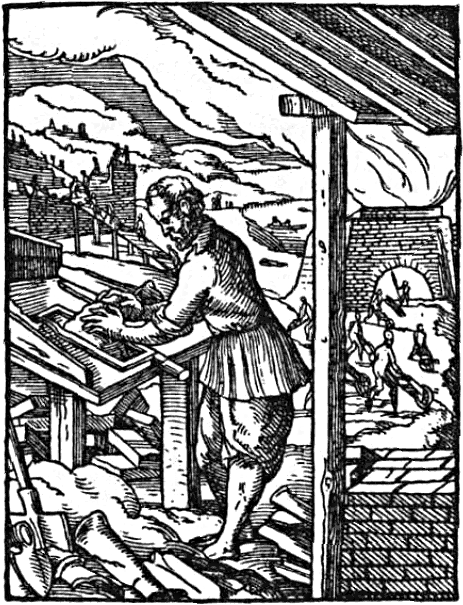
Ремісник-цегляр за роботою (1568). Німеччина

Цегля́р, цеге́льник — майстер, який виготовляє цеглу.

## Назва професії
«Словарь української мови» під редакцією Б. Грінченка (1907) не наводить терміну «цегляр», натомість подає термін «цегельник» на позначення ремісника, що займається виробництвом цегли.
Після Другої світової війни термінологічна ситуація змінюється. Словник української мови в 11 томах (1980) подає термін «цегляр» як основний, а термін «цегельник» як другорядний.

## Історія
Професія цегляра існувала в Україні декілька століть, внаслідок чого увійшла до прізвищ. Як відзначає мовознавець Юліан Редько, українське прізвище «Цегельник» походить від однойменного фаху.
Поет епохи бароко й один із перших українських етнографів Климентій так описував цеглярів у вірші «Ω цεгέлникахъ» (кін. XVII — поч. XVIII ст.):
|  | И цεгε(л)никовъ людε пова(ж)ныε трεбу́ютъ: на мурова́ныε бо цε(р)квѝ цε(г)лы готуютъ. А хоча(и) и до і́ны(х) будынковъ мурова́ныxъ: гдε ко(л)вεкъ часо(м) лю(д)мѝ мо(ж)ными фундова́нны(x). |